# Rebus sic stantibus
A cláusula rebus sic stantibus (locução em língua latina que pode ser traduzida como "estando assim as coisas") especifica que as partes de um contrato, tratado internacional ou, de forma mais geral, acordo, pactuaram levando em consideração a situação de fato existente no momento de sua celebração, podendo assim invocá-la como forma de rompimento caso mudanças substanciais ocorram de forma extraordinária e imprevisíveis, que modificam o equilíbrio do acordo trazendo desvantagem a uma das partes.
Rebus sic stantibus é uma forma sintética da fórmula latina Contractus qui habent tractum successivum et dependentiam de futuro, rebus sic stantibus intelliguntur, traduzida na obra de Otavio Luis Rodrigues Junior deste modo: "Os contratos que têm trato sucessivo ou a termo ficam subordinados, a todo tempo, ao mesmo estado de subsistência das coisas" Sua origem remonta a fragmentos do Digesto, no entanto, a maioria dos autores entende que sua formulação deveu-se ao contributo dos canonistas da Idade Média.
No Brasil, a jurisprudência do Superior Tribunal de Justiça firmou-se no sentido de que a alteração da realidade econômica não é fato imprevisível.
De acordo com o Vocabulário Jurídico (Tesauro) do Supremo Tribunal Federal, a expressão "rebus sic stantibus" tem origem no direito canônico e deriva da fórmula "contractus qui habent tractum sucessivum et dependentium de futuro rebus sic stantibus intelliguntur".
A Teoria da Imprevisão, ou Princípio da Revisão dos Contratos, trata da possibilidade de que um pacto seja alterado, a despeito da obrigatoriedade, sempre que as circunstâncias que envolveram a sua formação não forem as mesmas no momento da execução da obrigação contratual, de modo a prejudicar uma parte em benefício da outra. Há necessidade de um ajuste no contrato.
“Rebus sic stantibus pode ser lido como ‘estando assim as coisas’ ou ‘enquanto as coisas estão assim’. Em termos contratuais significa dizer que o contrato será cumprido rebus sic stantibus (estando as coisas como estão).”
Já a cláusula de mesmo nome é a instrumentalização deste ajuste. É a estipulação contratual ou a aplicação de um princípio de que, presente a situação imprevista, o contrato deve ser ajustado à nova realidade. Disto se tem a revisão do contrato.
Segundo o jurista Carlos Roberto Gonçalves:

"Entre nós, a teoria em tela foi adaptada e difundida por Arnoldo Medeiros da Fonseca, com o nome de teoria da imprevisão, em sua obra Caso fortuito e teoria da imprevisão. Em razão da forte resistência oposta à teoria revisionista, o referido autor incluiu o requisito da imprevisibilidade, para possibilitar a sua adoção. Assim, não era mais suficiente a ocorrência de um fato extraordinário, para justificar a alteração contratual. Passou a ser exigido que fosse também imprevisível. É por essa razão que os tribunais não aceitam a inflação e alterações na economia como causa para a revisão dos contratos. Tais fenômenos são considerados previsíveis entre nós. A teoria da imprevisão consiste, portanto, na possibilidade de desfazimento ou revisão forçada do contrato quando, por eventos imprevisíveis e extraordinários, a prestação de uma das partes tornar-se exageradamente onerosa — o que, na prática, é viabilizado pela aplicação da cláusula rebus sic stantibus, inicialmente referida."

Pode ser observada não somente no direito Civil, mas especialmente no Direito do Consumidor. A diferença primordial entre seu uso nas duas linhagens do direito é que enquanto no Direito Civil existe uma limitação maior ao caso, em respeito à função social do contrato, no Direito do consumidor, que é um microssistema do Direito Civil, prevalece sobremaneira a proteção ao mais fraco (o consumidor).